# Solomon J. Buchsbaum
Solomon Jan „Sol“ Buchsbaum (* 4. Dezember 1929 in Stryj; † 8. März 1993 in Morristown (New Jersey)) war ein polnisch-amerikanischer Physiker und Wissenschaftsmanager. Er war schon unter Richard Nixon im Beratungskomitee für Wissenschaft und Technologie des US-Präsidenten und stand dem unter den Präsidenten Ronald Reagan und George H. W. Bush vor. Außerdem war er ab 1979 Vizepräsident der Bell Laboratories, zuständig unter anderem für Technologie-Systeme.

## Leben
Buchsbaum verlor seine Eltern im Holocaust in Polen und überlebte (mit seiner Schwester), da er in einem katholischen Waisenheim versteckt wurde. Als Jugendlicher wanderte er nach Kanada aus, wo er in einer Fabrik arbeitete und trotz fehlenden Schulbesuchs ein Stipendium in Physik und Mathematik an der McGill University gewann. 1952 erwarb er den Bachelor- und 1953 den Master-Abschluss und 1957 wurde er am Massachusetts Institute of Technology mit der Arbeit Interaction of Electromagnetic Radiation with a High Density Plasma promoviert. Ab 1958 war er bei den Bell Laboratories, wo er sich mit Plasma- und Festkörperphysik befasste und acht Patente hielt.
1972 bis 1977 stand er dem Defense Science Board vor. Er war auch in den Aufsichtsräten des MIT, der Stanford University, der Rand Corporation, des Argonne National Laboratory, dem Draper Laboratory und der Sandia National Laboratories. Unter Präsident Jimmy Carter stand er dem Energy Research Advisory Board vor und er war Berater der Strategic Defense Initiative.
1962 wurde Buchsbaum Fellow der American Physical Society. Er erhielt 1986 die National Medal of Science und war Mitglied der National Academy of Sciences und der National Academy of Engineering. 1973 wurde er in die American Academy of Arts and Sciences gewählt.